# Clara Nunes
Pour les articles homonymes, voir Nunes.
Clara Francisca Nunes Gonçalves Pinheiro, plus connue sous le nom de Clara Nunes, née à Cedro da Cachoeira le 12 août 1942 et décédée à Rio de Janeiro le 2 avril 1983, est une chanteuse brésilienne, considérée comme l'une des plus grandes interprètes de samba de son pays.

## Biographie
Clara Nunes est née dans l'État du Minas Gerais, dans le district de Cedro qui faisait alors partie de la municipalité de Paraopeba. Cedro a depuis été renommé Caetanópolis.
Elle travaillait dans une usine textile quand elle participa au concours A Voz do Ouro ABC (la voix d'or ABC). Elle gagna l'étape régionale et obtint la troisième place lors de la finale à São Paulo en 1960. Elle commença alors à chanter pour une radio de Belo Horizonte, Rádio Inconfidência, et obtint sa propre émission sur TV Itacolomi: "Clara Nunes apresenta" ("Clara Nunes présente"), qui resta à l'antenne pendant un an et demi. Elle donnait en parallèle des représentations dans les boîtes et salles de spectacles de la capitale du Minas Gerais, où elle vécut jusqu'à son départ pour  Rio de Janeiro en 1965.
Le premier LP qu'elle a enregistré, A voz adorável de Clara Nunes (1966), présentait un répertoire romantique composé de boléros et de sambas-canções (samba-chanson, qui n'est pas à proprement parler de la samba) mais fut un échec commercial. Clara Nunes ne commença véritablement à chanter de la samba qu'à partir de son second LP, Você passa eu acho graça, sorti en 1968. La chanson composée par Ataulfo Alves qui donne son titre au disque fut son premier succès radiophonique. Elle s'imposa progressivement comme chanteuse de samba au cours des années suivantes. Le premier spectacle réalisé fut Sabiá sabiô, parallèlement à l'enregistrement de l'album Clara Clarice Clara, contenant des chansons de compositeurs d'écoles de samba et de MPB tels que Caetano Veloso et Dorival Caymmi. Elle se consacra ensuite au type partido-alto avec As forças da natureza (1977).
Avec le LP Alvorecer de 1974 elle eut un grand succès avec la chanson Conto de areia (Romildo/Toninho). Elle battit les records de vente, dépassant les cinq cent mille copies, nombre jamais réalisé avant par une femme au Brésil. Cela mit fin à la croyance qu'une chanteuse ne pouvait pas vendre de disques et stimula d'autres producteurs à investir chez les femmes sambistes. Se forma ainsi le trio ABC do samba avec Alcione, Beth Carvalho et Clara Nunes elle-même, et de plus anciennes sambistes gagnèrent de la visibilité, comme Dona Ivone Lara, Jovelina Pérola Negra et Clementina de Jesus. Cette même année, Clara lança son album Brasileiro: profissão esperança aux côtés de l'acteur Paulo Gracindo. Les disques qui suivirent la transformèrent en la plus grande interprète de samba du Brésil. Le disque suivant, Claridade (1975) fut encore plus vendu que le précédent.
Quelques années plus tard, on peut observer un plus grand éclectisme dans le répertoire, incluant du baião, des ballades et même de petites valses, confirmant ainsi la grande souplesse de l'interprète, allant jusqu'à interpréter des chansons calquées sur des thèmes de l'Umbanda, le Candomblé et la religion, utilisant également certaines caractéristiques vestimentaires, comme les vêtements longs et blancs, des colliers de perles d'origine africaine. Ses chansons exaltant la religiosité sont entre autres  a deusa dos orixás, Guerreira et Filhos de Gandhi.
Parmi toutes, on peut citer, les interprétations suivantes de Clara Nunes : Você passa eu acho graça, Conto de areia, Canto das três raças, Ê baiana, Tristeza pé no chão, Nação, Na linha do mar, Morena de Angola, O mar serenou, Guerreira, Ilu Ayê - Terra da Vida, Coração leviano, As forças da natureza, A deusa dos orixás, Macunaíma, Alvorada, Menino Deus, Feira de Mangaio, Portela na Avenida, Serrinha, Nação, Misticismo da África ao Brasil, Lama, Sem companhia, Filhos de Gandhi, Deixa clarear, Derramando lágrimas.
L'album le plus vendu fut Brasil Mestiço (1980). Il dépassa le million de copies vendues. Plus de dix-huit de ses albums sont disques d'or, et beaucoup de Brésiliens se souviennent de la chanteuse avec tendresse. Clara Nunes est morte prématurément le matin du 2 avril 1983 à presque 41 ans après 28 jours de coma. En mars elle avait en effet été admise à la clinique São Vicente dans le quartier de la Gávea à Rio de Janeiro où elle devait subir une simple opération sur des varices à la jambe gauche à cause des fortes douleurs qu'elle ressentait en dansant. Elle eut un arrêt cardiaque et une paralysie de l'activité cérébrale par manque d'oxygénation et fut victime d'un choc anaphylactique à la suite d'une erreur médicale.
Le corps fut veillé dans la cour de l'école de samba Portela (une de ses passions) et enterré au cimetière São João Batista, entouré de beaucoup de fans, chanteurs et parents, dans une tristesse collective peu vue au Brésil.
La chanteuse Alcione lui dédia un disque, du fait qu'elles étaient de grandes amies, en enregistrant des musiques de son répertoire. L'album, sorti en 1999, s'appelle Claridade.
Clara était mariée avec le poète et lettré Paulo César Pinheiro depuis 1975, dont elle enregistra plusieurs compositions. Paulo César est aujourd'hui remarié avec la guitariste (de Cavaquinho) Luciana Rabello.

## Discographie

### Albums publiés de son vivant
Clara Nunes a vendu environ dix millions d'exemplaires de ses albums de son vivant[réf. nécessaire].
- 1966 - A voz adorável de Clara Nunes
- 1968 - Você passa e eu acho graça
- 1969 - A beleza que canta
- 1971 - Clara Nunes (152 000 exemplaires vendus)
- 1972 - Clara Clarice Clara (250 000 exemplaires vendus)
- 1973 - Clara Nunes (259 000 exemplaires vendus)
- 1974 - Brasileiro Profissão Esperança (avec Paulo Gracindo)  (250 000 exemplaires vendus)
- 1974 - Alvorecer (578 000 exemplaires vendus)
- 1975 - Claridade (1 112 000 exemplaires vendus)
- 1976 - Canto das três raças (1 081 000 exemplaires vendus)
- 1977 - As forças da natureza (800 000 exemplaires vendus)
- 1978 - Guerreira (768 000 exemplaires vendus)
- 1979 - Esperança (773 000 exemplaires vendus)
- 1979 - Sucessos de Ouro - Coletânea (515 000 exemplaires vendus)
- 1980 - Brasil Mestiço (1 500 000 exemplaires vendus)
- 1981 - Clara (701 000 exemplaires vendus)
- 1982 - Nação (1 044 000 exemplaires vendus)

### Albums posthumes
- 1983 -  Clara Morena  (489 000 exemplaires vendus)
- 1984 -  A Deusa dos Orixas  (604 000 exemplaires vendus)
- 1984 -  O Canto da Guerreira  (450 000 exemplaires vendus)
- 1986 -  Clara  (542 000 exemplaires vendus)
- 1989 -  O Canto da Guerreira II (650 000 exemplaires vendus)
- 1995 -  ComVida (en duo avec les plus grands noms de la chanson brésilienne : Chico Buarque, Gilberto Gil,...